# Tabula Peutingeriana

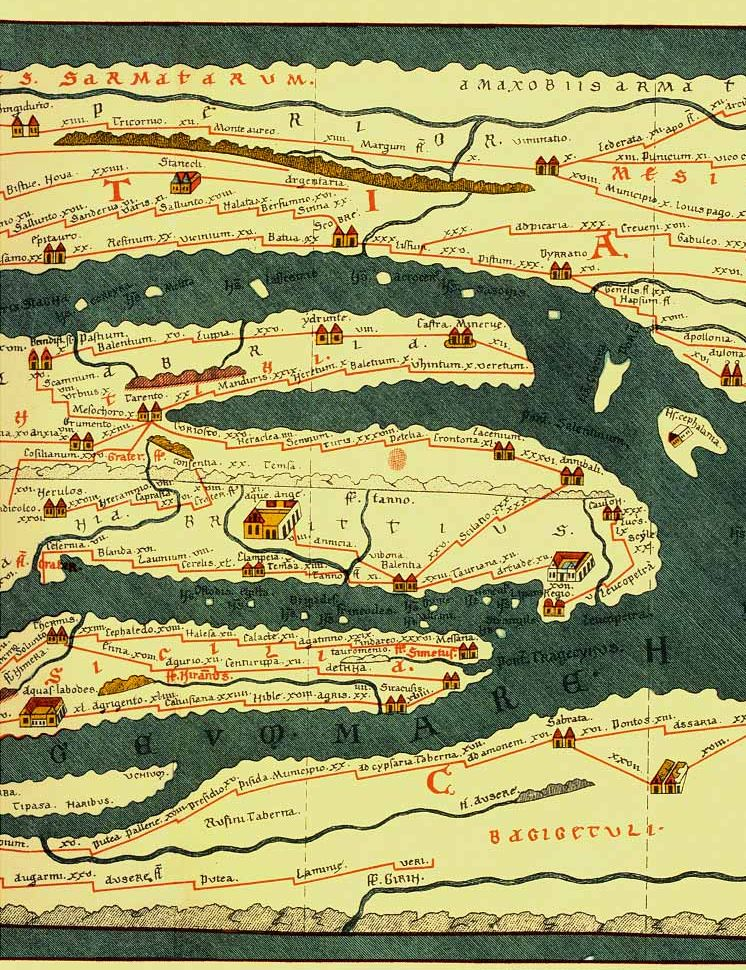
Tabula Peutingeriana (utsnitt) – uppifrån och ner: Dalmatiens kust, Adriatiska havet, södra Italien, Sicilien, Afrikas kustland mot Medelhavet (34 x 6,82 cm).

Tabula Peutingeriana, Peutingerkartan, är ett berömt itinerarium, vägkarta, som föreställer det romerska riket. Den finns bevarad som en avbildning från 1200-talet, av ett original som dateras till 300-talet.
Kartan har fått sitt namn efter den tyske humanisten Konrad Peutinger i Augsburg (1465–1547) som fått den av Konrad Celtes, men kopian är utförd av en munk i Colmar. Kartan utgörs av en pergamentrulle som är 6,7 meter lång och 34 centimeter hög. Den är schematiskt utförd med förvrängd longitud; platser av särskild betydelse har markerats med dekorationer, genom vilket Rom, Konstantinopel och Antiochia utmärkts. Kartan föreställer städer, berg, floder och hav, men mest framträdande är vägnätet, som dels markerats visuellt, dels med avstånd mellan platser nedtecknade, samt värdshus längs vägen, rastplatser och sevärdheter. Att kartan baserats på förteckningar över vägar anses vara klarlagt, då den representerar ett så kallat hodologiskt synsätt, och inte skalenligt.
Efter växlande öden hamnade kartan i hovbiblioteket i Wien (Österreichische Nationalbibliothek).